# Ульфльоутсватн
У́льфльоутсватн (исл. Úlfljótsvatn) — пресноводное озеро вулканического происхождения в юго-западной части Исландии. Озеро находится на высоте 81,4 м над уровнем моря. Его площадь составляет 3,2 км², средняя глубина — 4,7 м, максимальная — 35 м. Ульфльоутсватн находится к югу от озера Тингвадлаватн, крупнейшего на острове, и входит в водную систему реки Сог, которая беря начало в Тингвадлаватне далее сливается с Хвитау, образуя тем самым самую полноводную реку Исландии Эльвюсау. Основные виды промысловых рыб, обитающих в озере — голец и кумжа. С 1941 года у озера располагается национальный центр Исландской ассоциации скаутов (исл. Bandalag íslenskra skáta).